# Leo Bauer
Leopold Bauer (Skalat, 18 dicembre 1912 – Bonn, 18 settembre 1972) è stato un politico e giornalista tedesco.
All'anagrafe Eliezer Lippa Ben Jossip David ha Cohen, era originario della Galizia. Di origine ebrea, per motivi razziali e politici trascorse i dodici anni del nazismo in esilio. Quel periodo movimentato comprese anche più di un anno imprigionato dalle autorità in Svizzera, dove tra le motivazioni si trovava inclusa quella di "danno alla neutralità [svizzera]" ("Verletzung der Neutralität"). Dopo il 1945 rimase politicamente impegnato nelle varie zone di occupazione in cui era divisa la Germania. Nel 1953 fu condannato da un tribunale militare di Berlino Est alla deportazione nell'Unione Sovietica per l'esecuzione capitale. La sua condanna fu poi commutata in un periodo di 25 anni in un campo di lavoro siberiano. Quindi, nell'ottobre 1955, fu riportato nella Germania occidentale nel contesto di un accordo tra i governi di Bonn e Mosca per il ritorno dei prigionieri di guerra tedeschi sopravvissuti. Bauer divenne in seguito consigliere del cancelliere Brandt, specializzato sulle relazioni tra le due Germanie (Ostpolitik).

## Vita e carriera

### Primi anni
Leopold Bauer nacque a Skalat, una cittadina nella Galizia orientale che a quel tempo faceva parte dell'impero austro-ungarico (oggi si trova nell'Ucraina occidentale). Suo padre era un orologiaio e un commerciante d'oro. Durante la seconda metà del diciannovesimo secolo, la popolazione di Skalat era aumentata per l'arrivo di un gran numero di ebrei scappati dai pogrom che si stavano verificando nei territori occidentali della Russia. Si stima che nel 1900 circa il 50% della popolazione della città fosse di origine ebrea. Nel luglio del 1914, allo scoppio della guerra, secondo una fonte, la famiglia fuggì verso ovest per allontanarsi da ulteriori pogrom. Altrove si afferma semplicemente che desideravano allontanarsi dai russi che avanzavano. Finirono a Chemnitz, in Sassonia, dove Leo Bauer frequentò le scuole tra il 1919 e il 1930. Gli fu concessa la cittadinanza tedesca nel 1924 o nel 1925.

### Impegno politico
(Nina Grunenberg)
A scuola, ancora quattordicenne, Bauer fu spinto da un insegnante che era membro del Partito Socialdemocratico (SPD) ad unirsi ai giovani socialisti ("Sozialistische Arbeiter-Jugend"). L'anno successivo si iscrisse al SPD. Era un periodo di rinnovata austerità economica e di intensificazione della polarizzazione politica: Bauer rapidamente si trovò coinvolto negli scontri che le organizzazioni operaie stavano affrontando. Nel 1930 la famiglia si trasferì a Berlino. Invece di trasferirsi in una nuova scuola, nel 1931-32 fu istruito privatamente. Nel 1932 superò l'esame finale di scuola (Abitur), che gli aprì la strada all'istruzione universitaria. Politicamente tendeva verso l'ala sinistra del Partito socialdemocratico e nel 1931 passò al Partito socialista operaio (Sozialistische Arbeiterpartei Deutschlands, SAP), come anche Willy Brandt, e ai comunisti nel 1932.

### Università e cambio di regime
Nel 1932 si iscrisse all'Università di Berlino e iniziò un corso di laurea in giurisprudenza ed economia. La sua situazione cambiò rapidamente dopo che Hitler prese il potere nel gennaio 1933 e rapidamente trasformò la Germania in una dittatura a partito unico. L'antisemitismo, che nel 1932 era stato semplicemente un espediente retorico tossico dei politici populisti, fu ora trasformato in un pilastro fondamentale della strategia del governo. Leopold Bauer fu escluso dagli studi universitari a causa della sua origini ebraiche e per il suo attivismo politico.
Durante il 1932-33 Bauer fu impiegato nell'apparato militare ("M-Apparat"), che operò in Germania fino al 1937 come ramo dell'intelligence del Partito Comunista. All'interno dell'organizzazione era conosciuto con il nome in codice "Rudi". Il partito comunista era stato preso di mira con maggiore intensità dalle autorità dalla fine di febbraio del 1933 e Bauer, ormai 21enne, era uno dei tanti compagni di partito arrestati e detenuti nel marzo del 1933. Fu internato in un campo di concentramento recentemente completato. Solo con l'aiuto di un ex compagno di scuola che si era unito alle SA riuscì a ottenere la liberazione nel giugno del 1933. L'amico fu ucciso un anno dopo, nel contesto dell'epurazione delle SA di Röhm. Bauer riprese la sua attività illegale per il M-Apparat.

### Periodo nazista ed esilio
Nel dicembre del 1933, usando il nome di copertura "Rudolf Katz", emigrò a Praga. Da qui, con altri compagni, gli fu ordinato dalla direzione del partito di trasferirsi nel febbraio del 1934 a Parigi dove, nel corso degli anni successivi, lavorò contro il regime nazionalsocialista in Germania. Aiutò a fondare e partecipò attivamente al "Circolo degli amici del Fronte popolare tedesco" e dal 1935 si occupò del sostegno ai rifugiati. Tra il 1936 e il 1939, ancora con sede a Parigi, fu sottosegretario dell'Alto Commissariato della Società delle Nazioni per i rifugiati tedeschi. Sia Parigi che Praga furono centri di attività politica per i comunisti tedeschi in esilio durante la metà e, nel caso di Parigi, la fine degli anni 30. Dopo l'accordo di Monaco, Leo Bauer fu rimandato a Praga dove, sempre usando lo pseudonimo di "Rudolf Katz", ebbe un ruolo centrale nell'organizzazione dell'evacuazione dei quadri del Partito comunista tedesco verso l'Inghilterra.
La guerra scoppiò nel settembre del 1939 e per la maggior parte dei parigini ci furono pochi cambiamenti nell'immediato. Non fu così tuttavia per le diverse migliaia di rifugiati politici tedeschi che avevano cercato rifugio dalla persecuzione trasferendosi a Parigi. Leo Bauer fu arrestato nel settembre del 1939 e detenuto in una serie di campi di internamento fino all'armistizio franco-tedesco del giugno 1940. Nel luglio riuscì a fuggire in Svizzera con il suo compagno di partito Paul Bertz. In Svizzera visse illegalmente sotto falsa identità come impiegato di banca a Ginevra con il nome di "Paul-Eric Perret". Divenne informatore del Partito comunista nella Svizzera occidentale e prese parte a "lavori di frontiera" che coinvolsero il confine franco-svizzero.
Bauer conobbe Noel Field nell'ottobre del 1941. Non vi è concordanza tra le fonti se Field debba essere considerato principalmente una spia americana che lavorava per minare l'Unione Sovietica o una spia sovietica che operava, durante gli anni della guerra, in Francia e Svizzera per sostenere i rifugiati ebrei comunisti e antifascisti. Ci furono altri incontri a Ginevra tra Bauer e Field tra ottobre 1941 e ottobre 1942, con Bauer che fungeva da collegamento tra Field e l'esiliato leader del Partito Comunista Paul Bertz, che si nascondeva a Berna. Le riunioni vennero evidentemente all'attenzione delle autorità svizzere e il 27 ottobre 1942 l'impiegato di banca e sospettato di spionaggio Paul-Eric Perret (nome con cui Leo Bauer era ancora noto in questo contesto) fu arrestato nella sua casa di Ginevra. Allo stesso tempo furono trovate quantità significative di materiale incriminante relativo al lavoro del suo partito. Per Bauer seguì un anno di detenzione cautelare. Fu processato e condannato nell'ottobre del 1943, ritenuto colpevole di falsificazione del passaporto, attività di spionaggio, "danno alla neutralità [svizzera]" e "attività comuniste". La condanna fu una pena detentiva di trenta mesi di cui dodici erano già stati scontati durante la detenzione cautelare. Sembra che abbia trascorso il suo tempo in detenzione cautelare e diversi mesi successivi nella prigione di Saint-Antoine, dopo di che fu trasferito nel campo di internamento di Bassecourt, recentemente creato per "detenuti politici".
Nel maggio del 1944 ottenne la scarcerazione anticipata dal campo di internamento di Bassecourt, anche se soggetto a condizionale e monitoraggio (Aufbewahrungspflicht). Nel giugno del 1944 iniziò a lavorare per il Comitato nazionale per una Germania libera, un'organizzazione che aveva le sue origini nei campi di prigionia dell'Unione Sovietica e che, durante l'ultima parte della guerra, stava estendendo la propria azione al di fuori dell'URSS. Bauer divenne il leader regionale per la Svizzera occidentale. Stabilì collegamenti con il Partito del lavoro svizzero (Partei der Arbeit der Schweiz, PdA), istituito all'inizio di quell'anno da ex membri del Partito Comunista Svizzero, messo al bando dal 1940. Divenne inoltre il segretario della Centrale Sanitaire Suisse (CSS), un'organizzazione di assistenza medica istituita sette anni prima, in origine per aiutare le vittime "internazionaliste" della guerra civile spagnola. Tra gli elementi conservatori in Svizzera è ancora considerata seriamente un'organizzazione "di sinistra" e nel 1944 si credeva che la CSS fosse strettamente allineata con il Partito Comunista.

### Nella Germania del dopoguerra: zona di occupazione americana
Leo Bauer tornò in Germania nel luglio del 1945. Non fece ritorno nella sua città natale Chemnitz che ora faceva parte della zona di occupazione sovietica, ma a Francoforte sul Meno, che stava diventando il principale centro militare e amministrativo della zona di occupazione americana. Qui si affermò come rappresentante a Francoforte della CSS. Ci sono fonti che alludono al suo operato anche come informatore segreto (Geheimer Mitarbeiter) per uno dei servizi segreti sovietici durante il suo periodo a Francoforte.  Bauer ricorderà in seguito che durante questo periodo si sentì descritto da un compagno di partito come "il tipo di giovane funzionario di partito altamente ambizioso che evidentemente voleva arrivare fino ai vertici". Francoforte era la città principale nel nuovo stato dell'Assia. Con i due terzi occidentali rimanenti della Germania divisi in quattro zone di occupazione militare separate, Bauer combatté con entusiasmo per una "Germania democratica antifascista" unificata. Dalla prospettiva comunista di Bauer quell'ambizione fallì (tranne nella zona di occupazione sovietica) perché i negoziati per fondere il Partito Socialista Unificato con il Partito Socialdemocratico fallirono. Verso la fine degli anni '40 Leo Bauer emerse come una figura di spicco nel gruppo dirigente del Partito Comunista regionale e come uno dei più importanti politici dell'Assia, sebbene fosse anche troppo facile generare diffidenze, anche tra i compagni di partito. Leo Bauer non fece mai alcun tentativo per presentarsi come un "tipico" funzionario di partito comunista: curava il suo vestiario e si presentava sicuro di sé e cosmopolita. Era felice di discutere con persone di diversi paesi, diversi partiti e di una vasta gamma di ambienti sociali. Un commentatore suggerisce che ciò è dovuto al fatto che gran parte del suo esilio dalla Germania nazista lo aveva trascorso a Parigi ed a Ginevra, città intellettualmente dinamiche e aperte. Ma i trenta uomini che erano volati a Berlino il 30 aprile 1945 con un programma accuratamente perfezionato di ricostruzione nazionale per la Germania avevano vissuto per dodici anni a Mosca durante gli anni più oppressivi della dittatura di Stalin. Il volto pubblico della squadra di leader politici tedeschi nella zona di occupazione sovietica era Walter Ulbricht.
Nel 1945-46 Bauer divenne un collaboratore indipendente del Frankfurter Rundschau, un quotidiano di grande tiratura che nell'agosto del 1945 fu il primo quotidiano a ottenere una licenza dall'amministrazione militare USA. Durante il 1946-47 fu anche editore di un giornale di partito chiamato "Wissen und Tat" (all'incirca "Conoscenza e Azione"). Nel febbraio del 1946 fu nominato come uno dei due membri del Partito Comunista del Beratender Landesausschuss (Comitato consultivo statale) per lo stato dell'Assia. Questo era un organo precursore di un parlamento regionale: i membri, in tutto dodici, non erano eletti ma nominati dai loro partiti e selezionati secondo un processo complicato (e controverso) che rifletteva in linea di massima gli equilibri di sostegno ai partiti (escludendo i nazionalsocialisti) che si erano evidenziati nel 1932, cioè al tempo delle ultime libere elezioni in Germania. Le elezioni si tennero nel dicembre del 1946 e Leo Bauer divenne uno dei dieci membri del Partito comunista nel parlamento statale (Landtag). Era vice-capogruppo del Partito Comunista nell'assemblea e uno dei vicepresidenti del parlamento. In realtà, tuttavia, la sua partecipazione al parlamento statale terminò nel 1948 sebbene rimase formalmente un membro fino al 30 giugno 1949.

### Nella Germania del dopoguerra: zona di occupazione sovietica
Sebbene nella zona di occupazione sovietica il Partito Comunista fosse stato fuso con il Partito Socialdemocratico e rilanciato nell'aprile 1946 come Partito Socialista Unificato, i legami tra il partito unito della zona sovietica e il Partito Comunista non unificato delle zone occidentali rimasero stretti. Le responsabilità di Bauer nel partito comprendevano viaggi regolari verso Berlino Est per riferire sui progressi del partito in Assia e ricevere qualsiasi istruzione che potesse essergli fornita attraverso gli amministratori militari sovietici. Nell'ottobre del 1947, mentre guidava verso una di queste riunioni, fu coinvolto in un grave incidente stradale vicino a Eisenach e, secondo una fonte, fu costretto a rimanere nella zona di occupazione sovietica tra il 1947 e il 1949 per riprendersi. Non è chiaro se sia stato completamente immobilizzato o se sia stato in grado di effettuare ulteriori visite a Ovest durante questo periodo, ma è chiaro che Berlino Est divenne la sua casa e progressivamente perse la sua posizione di leader all'interno del gruppo dirigente del partito regionale in Assia, dove i suoi compiti politici furono assunti, formalmente nel 1949, da Ludwig Keil.
Nel 1949 Leo Bauer divenne caporedattore di Deutschlandsender, una stazione radio che trasmetteva dalla parte orientale (cioè quella di occupazione sovietica) del centro di Berlino. Un nuovo trasmettitore a onde lunghe era stato installato nel 1947 per estendere la portata di un servizio impegnato nel "riarmo ideologico" ("ideologische Aufrüstung") alle zone di occupazione occidentali. Vi sono indicazioni che l'approccio di Bauer a volte non era in linea con i preconcetti culturalmente austeri del gruppo dirigente del partito di Ulbricht. Rifiutò di iniziare le trasmissioni quotidiane con "musica leggera mattutina", insistendo invece sul fatto che "Bach e Mozart sono perfetti per l'ora di colazione degli operai" ("Bach und Mozart sind für die Arbeiter zum Frühstück gerade gut genug"). Deve essere stato sempre nel 1949 che passò dal Partito Comunista al Partito Socialista Unificato, che era ormai sulla buona strada per diventare il partito di potere in un nuovo tipo di sistema monopartitico. Molto rapidamente da qui le cose iniziarono a peggiorare. Bauer si trovò a ricevere critiche piccate dal sempre più potente Comitato Centrale del Partito, sia per quanto riguardava le sue opinioni politiche sia per le sue scelte di vita. Bauer era propenso a respingerle come il risultato di un "intrigo meschino" (Kleinliche Intrige) orchestrato da Walter Ulbricht e si rifiutò di dare peso ai pericoli che stava affrontando. Non era certo incline a vedere il male nel partito, che vedeva ancora come "l'unica strada per una vita piena di significato" (der einzige Weg zu einem sinnvollen Leben). Bauer aveva bisogno del partito e il partito poteva ancora trarre dei vantaggi da lui, ma correnti politiche in rapido movimento stavano emergendo per minarlo e ben presto divenne evidente che stava diventando superfluo.

### Vittima delle Purghe
Il 23 agosto 1950 Leopold Bauer fu arrestato a causa dei suoi precedenti legami con Noel Field, che era stato catturato in Cecoslovacchia l'anno precedente e poi consegnato alle autorità ungheresi e sottoposto ad un processo farsa. Bauer era sospettato di aver fornito un ampio aiuto al "nemico di classe". Ulbricht lo identificò personalmente come "un agente nemico". Bauer fu escluso dal SED il 1º settembre 1950. Oggi risulta evidente che questo faceva parte di una più ampia opera di epurazione politica. Altri compagni furono coinvolti negli arresti, inclusi Lex Ende e Willi Kreikemeyer. Paul Merker era stato espulso dal partito una settimana prima. Merker era un altro dei principali dirigenti del partito che aveva trascorso gli anni del nazismo non a Mosca ma in Occidente: sembra però che per la "squadra di Mosca" che circondava Walter Ulbricht questo di per sé destasse sospetti. Ci sono stati commentatori che hanno sottolineato come una percentuale molto elevata delle vittime delle purghe del 1950 nella Germania Est fossero ebrei.
Leo Bauer e sua moglie furono arrestati dal Ministero per la Sicurezza di Stato (Stasi). Bauer fu portato al centro di detenzione cautelare della Stasi nella Schumannstraße, quindi al centro di detenzione e interrogatorio principale della Stasi a Berlino-Hohenschönhausen. Quindi nell'agosto del 1951 fu trasferito di nuovo, questa volta nella prigione militare sovietica a Berlino-Karlshorst. Intanto, la zona di occupazione sovietica era stata rinominata Repubblica Democratica Tedesca nel 1949, sotto la direzione dell'Unione Sovietica, ma le amministrazioni militari congiunte rimasero presenti in gran numero nel complesso militare sovietico a Karlshorst. Durante l'interrogatorio Bauer fu torturato sia dai suoi inquisitori tedeschi che da quelli sovietici. Nella confessione di 150 pagine che gli fu estorta, denunciò non solo sé stesso, ma anche amici e compagni.
Le fonti non sono pienamente in accordo per quanto riguarda la data del processo di Bauer, ma sembra che il 28 dicembre 1952 sia stato condannato da un tribunale militare sovietico e, identificato come una "spia americana", condannato a morte per fucilazione. La sua ex compagna politica e, secondo almeno una fonte, ex compagna di vita, Erica Glaser fu accusata nella stessa udienza: le furono dati lo stesso verdetto e la stessa sentenza. Nel gennaio del 1953 fu deportato da Berlino in Unione Sovietica dove doveva essere eseguita la sentenza. Stava ancora aspettando nella sua cella alcune settimane dopo quando Joseph Stalin morì, aprendo la stagione politica conosciuta come disgelo. Alla fine la condanna a morte non fu mai eseguita. Nel mese di giugno 1953, in quello che è stato successivamente presentato come un atto ufficiale di misericordia (eine Begnadigung), la pena fu mutuata in 25 anni di detenzione in un campo di lavoro nella Siberia orientale. Bauer fu inizialmente detenuto in un campo di punizione (Ozerlag) a Tayshet. Fu poi trasferito nel campo 013 vicino a Bratsk. Nel novembre del 1954 fu nuovamente trasferito nel "campo ospedaliero" (Krankenlager) a Vikhorevka.

### Chruščëv e il disgelo
Dopo la morte di Stalin emerse un (cauto) disgelo politico nell'Unione Sovietica. Il nuovo segretario generale del partito, Nikita Chruščëv, era desideroso di tendere la mano ai governi stranieri in modo da migliorare la posizione internazionale dell'Unione Sovietica. Nel settembre del 1955, dopo diversi mesi di diplomazia segreta, il cancelliere tedesco Adenauer visitò Mosca per concordare il ritorno a casa dei prigionieri tedeschi ancora detenuti nell'Unione Sovietica. I negoziati riguardarono poco meno di 10.000 prigionieri di guerra che erano arrivati come membri delle armate di invasione di Hitler tra il 1941 e il 1945 e circa 20.000 civili tedeschi, molti dei quali erano arrivati come rifugiati politici e caddero vittime delle purghe di Stalin o furono imprigionati nell'atmosfera di paranoia che prese piede nell'Unione Sovietica a seguito dell'invasione tedesca del 1941. A seguito dell'accordo concluso durante la visita di Adenauer, i detenuti poterono tornare in Germania con effetto dal 7 ottobre 1955 e Leo Bauer fu tra essi.

### Nella Germania del dopoguerra: Repubblica Federale Tedesca
"Er konnte durch seine Gespräche verunsichern, verwirren, zur Selbstbehauptung zwingen, zum Nachdenken und Überdenken bringen, er konnte mühelos beim anderen Schwachstellen aufspüren und, wenn er wollte, ihn oder sie in die Enge treiben."»
"Nelle sue conversazioni poteva confonderti, sconvolgerti e forzarti a giustificarti, pensando e ripensando a tutte le tue posizioni. Poteva senza sforzo scovare le debolezze nei ragionamenti degli altri e, se voleva, mettere all'angolo il suo interlocutore"»
(Nina Grunenberg nel 1984, citando Karrieren eines Außenseiters, Leo Bauer zwischen Kommunismus und Sozialdemokratie 1912 bis 1972 di P. Brandt, J. Schumacher, G. Schwarzrock, K. Sühl.)
Dopo il suo trasferimento forzato nella zona di occupazione sovietica, le tre zone di occupazione occidentali erano state rilanciate con una nuova valuta nel maggio 1949 e unificate come Repubblica Federale Tedesca, con il sostegno degli Stati Uniti. Questo era il paese in cui Leo Bauer faceva ritorno, stabilendosi a Francoforte sul Meno e lanciandosi in una nuova carriera come "educatore politico" e giornalista. Nel 1956 si riunì al Partito Socialdemocratico (che aveva lasciato nel 1931), sebbene per molti anni ci sarebbe stato all'interno del partito chi trovava poco convincente la sua conversione dal comunismo alla socialdemocrazia.
Dal 1957 al 1958 Bauer lavorò come membro dello staff della rivista settimanale Quick; tra il 1959 e il 1961 lavorò come giornalista indipendente. Selezionato da Henri Nannen, nel 1961 divenne redattore di politiche sociali su un'altra rivista settimanale, lo Stern, con sede ad Amburgo.
Verso la metà degli anni '60 Leopold Bauer entrò a far parte della cerchia di consiglieri di Willy Brandt, che nel 1964 era succeduto al recentemente scomparso Erich Ollenhauer come leader del Partito Socialdemocratico (Sozialdemokratische Partei Deutschlands, SPD). Il livello di rispetto reciproco tra i due uomini divenne notevole. Brandt era un uomo di formidabile visione e abilità con molti ammiratori: sviluppò un enorme rispetto per l'intuito acuto di Bauer e la sua profonda comprensione del funzionamento interno della struttura di potere leninista della Germania orientale e del funzionamento delle società socialiste. Per questo divenne un essenziale collaboratore nella politica di avvicinamento con il blocco orientale che Brandt andava sviluppando. Brandt era un uomo profondamente empatico che espresse il suo apprezzamento per l'amico e la comprensione per tutte le sofferenze che aveva patito nella sua vita. Sebbene il ruolo consultivo di Bauer fosse inizialmente informale, nel 1967, quando Brandt volle prendere contatto con il Partito Comunista Italiano, chiese all'ex comunista Bauer di recarsi a Roma per conto della direzione della SPD per stabilire i primi contatti. L'incontro avvenne il 29-30 novembre 1967 tra la delegazione tedesca composta da Bauer, Egon Franke, Fried Weseman e quella italiana composta da Enrico Berlinguer, Carlo Galluzzi e Sergio Segre.
Tra il 1968 e il 1972 Bauer fu caporedattore di Die Neue Gesellschaft, la rivista politica mensile piuttosto vicina alla SPD. Firmò anche un contratto con la Friedrich Ebert Stiftung come ricercatore associato.
Nel settembre 1969 Willy Brandt subentrò a Kurt Georg Kiesinger come Cancelliere della Germania e Leo Bauer divenne consigliere personale del cancelliere, impiegato nella Cancelleria federale. Egli fornì consulenza, principalmente, sulle relazioni tra Germania Est e Ovest (Ostpolitik) in un momento in cui i governi da entrambe le parti del confine interno erano desiderosi di regolarizzare varie questioni rimaste in sospeso dopo la separazione che durava dal 1949. Eppure, nonostante la sua posizione nel cuore delle istituzioni politiche della Germania Ovest, Bauer rimase un estraneo. Si diceva che Hans-Jürgen Wischnewski considerasse la costante vicinanza di Bauer al cancelliere come una minaccia alla propria posizione di fiducia come "amministratore delegato" del Partito Socialdemocratico ("Parteigeschäftsführer"). Per quanto riguardava il vice capo del partito, Bauer stesso dichiarò che Helmut Schmidt era "probabilmente uno di quelli che credevano che il suo ruolo fosse diminuito perché [Bauer] era così fermamente evocato come consigliere di Brandt".
Verso la fine della sua vita, Leopold Bauer si ammalò gravemente a causa delle torture a cui era stato sottoposto negli anni '50. Non aveva ancora compiuto 60 anni quando morì a Bonn nel 1972.